# جاستین نپ
جاستین آنتونی نپ (به انگلیسی: Justin Anthony Knapp) (زادهٔ ۱۸ نوامبر ۱۹۸۲) که همچنین با نام آنلاین خود Koavf شناخته می‌شود، کاربر ویکی‌پدیای آمریکایی است که نخستین کسی بود که بیش از یک میلیون ویرایش در ویکی‌پدیا انجام داد. در سپتامبر ۲۰۲۱ نپ بیش از ۲٫۱ میلیون ویرایش در ویکی‌پدیای انگلیسی داشت.